# مالكوم بيتن
مالكوم بيتن (بالإنجليزية: Malcolm Peyton)‏ هو معلم موسيقى وملحن أمريكي، ولد في 12 يناير 1932 في نيويورك في الولايات المتحدة.